# Вторая Армения
Вторая Армения (арм. Երկրորդ Հայք Еркрорд hАйк) — область в исторической Армении. В разные времена под Второй Арменией понимались различные территории: 
- Согласно административному делению Феодосия I (378−386 годы), Вторая Армения — область на юге Малой Армении. Центр области — Мелитина, другие города — Арка, Арабиссус, Кокисон, Команы Каппадокийские, Ариаратия.[1]
- Согласно административному делению Юстиниана II (535−536 годы), Вторая Армения — область в составе Византийской империи. Включала территорию бывшей Первой Армении, не вошедшую при новом административном делении в новую Первую Армению, а также часть Понта. Центр области — Себастия, другие города — Себастополис, Команы Понтийские, Зела Понтийская, Бриза.[1][2]